# هدلیب هراشوف
هدلیب هراشوف (اوکراینی: Гліб Павлович Грачов؛ زادهٔ ۱۵ مهٔ ۱۹۹۷) بازیکن فوتبال اهل اوکراین است.
از باشگاه‌هایی که در آن بازی کرده‌است می‌توان به باشگاه فوتبال چورنومورتس اودسا اشاره کرد.